# Daniel Padilla
Daniel John Ford Padilla (26 de abril de 1995, Manila), es un actor y cantante filipino. Participó en un concurso de talentos de ABS-CBN  y "Magic Star". Actualmente interpreta a Gino, un personaje para un elenco teatral titulado "Princess And I"y en Barcelona a love untold

## Carrera
Luego de su gran fama por sus canciones y películas, decide establecerse desde hace un año en conjunto de Bárbara D., quien aún no se tiene una respuesta por su parte.
Fue parte de la novela filipina, titulada “La promesa” en donde él interpretó a Angelo Buenavista, con su protagonista, Kathryn Bernardo.

## Filmografía

### Televisión
| Año          | Título              | personaje                           | Notas                                    | Canal   |
| 2010         | Gimik 2010          | Daniel Ledesma                      | Papel secundario                         | ABS-CBN |
| 2011         | Growing Up          | Patrick Rivero                      | Papel mayor                              | ABS-CBN |
| 2012-Present | ASAP 2012           | Himself                             | Host/ Performer                          | ABS-CBN |
| 2011-2012    | Gandang Gabi Vice   | Himself                             | Invitado                                 | ABS-CBN |
| 2011-2012    | MYX                 | Himself/VJ                          | Guest Celebrity VJ For the Month of July | Myx     |
| 2011-2012    | Sarah G. Live       | Himself                             | Guest Co-host                            | ABS-CBN |
| 2012-2013    | Princess And I      | Gino Dela Rosa/ Dasho Yuan Rinpoche | Papel principalMain Role                 | ABS-CBN |
| 2013         | Kailangan Ko'y Ikaw | Young Gregorio "Bogs" Dagohoy       | Invitado                                 | ABS-CBN |
| 2013-2014    | Got to Believe      | Joaquin San Juan-Manansala          |                                          | ABS-CBN |
| 2015         | Pangako Sa 'Yo      | Angelo Buenavista                   | Papel protagonista                       | ABS-CBN |

### Películas
| Año  | Título                            | Personaje                             | Productor                    |
| 2012 | 24/7 in Love                      | Billy Fernández                       | Star Cinema                  |
| 2012 | Kuratong Baleleng                 | Octavio “Ongkoy” Parojinog            | RCP Production               |
| 2012 | Sisterakas                        | Angelo Santos                         | Star Cinema and Viva Films   |
| 2013 | Dyosa                             | Rain                                  | Star Cinema                  |
| 2013 | Must Be...Love                    | Ivan Lacson                           | Star Cinema                  |
| 2014 | She's Dating The Gangster         | Kenji/Kenneth De Los Reyes            | Star Cinema and Summit Media |
| 2015 | Crazy Beautiful You               | Kiko Alcantara                        | Star Cinema                  |
| 2016 | Barcelona: A Love Untold          | Ely                                   | Star Cinema                  |
| 2017 | Can't help fallin in love         | José Ibarra "Dos" García González Jr. | Star Cinema                  |
| 2017 | Gandarrapiddo! The Revenger Squad | Chino Mariposque                      | Star Cinema                  |
| 2018 | The Hows of Us                    | Primo Alvarez                         | Star Cinema                  |

## Discografía

### Studio album
| Año  | Título                                                                                     | Pista(s) | Etiqueta     | Ventas  | Certificación                 |
| 2012 | Daniel Padilla - Studio album - Estreno: 28 de mayo de 2012 - Formatos: CD, Digital format | - Hinahanap-hanap Kita - Pagsubok - Paniwalaan Mo - Ako'y Sa 'Yo, Ika'y Akin - Princesa - Grow Old With You | Star Records | 20,000+ | - PARI: Platinum Padded Album |

### Compilación
| Año  | Título | Sencillo(s)                                                             | Etiqueta     | Ventas | Certificación |
| 2012 | Love Songs from Princess and I - Banda sonora - Estreno: 18 de junio de 2012 - Formatos: CD, Digital format | - Hinahanap-hanap Kita - Gusto Kita (with Khalil Ramos and Enrique Gil) | Star Records |        | PARI: Gold    |
| 2013 | Himig Handog P-pop Love Songs - Estreno: TBA - Formatos: CD, Digital format                                 | - Nasa Iyo Na Ang Lahat                                                 | Star Records |        |               |

## Premios y nominaciones
| Año  | Premio-Giving Body                     | Categoría                               | Resultado |
| 2012 | ASAP 2012 6th 24K Gold Awards          | Male Awardee                            | Ganador   |
| 2012 | ASAP 2012 8th Platinum Circle Awards   | SINGLE PLATINUM AWARDEE                 | Ganador   |
| 2012 | ASAP Pop Viewer's Choice Awards 2012   | Pop Fans Club (KATHNIEL)                | Ganador   |
| 2012 | ASAP Pop Viewer's Choice Awards 2012   | Pop Male Cutie                          | Ganador   |
| 2012 | ASAP Pop Viewer's Choice Awards 2012   | Pop Male Fashionista                    | Ganador   |
| 2012 | FAMAS Awards                           | German Moreno Youth Achievement Awardee | Ganador   |
| 2012 | Yahoo! Philippines OMG! Awards         | Best Male Newcomer                      | Ganador   |
| 2012 | Yes! Magazine 100 Most Beautiful Stars | Newbie                                  | Included  |